# Pavillion (Wyoming)
Pavillion es un pueblo ubicado en el condado de Fremont en el estado estadounidense de Wyoming. En el año 2010 tenía una población de 231 habitantes y una densidad poblacional de 462 personas por km².

## Geografía
Pavillion se encuentra ubicado en las coordenadas 43°14′38.17″N 108°41′21.12″O / 43.2439361, -108.6892000. Según la Oficina del Censo, la localidad tiene un área total de 0,5 km² (0,2 mi²), de la cual 0,5 km² (0,2 mi²) es tierra y 0 km² (0 mi²) (0.0%) es agua.

### Localidades adyacentes
El siguiente diagrama muestra a las localidades en un radio de 68 kilómetros (42,3 mi) de Pavillion.

## Demografía
En el 2000 la renta per cápita promedia del hogar era de $33.125, y el ingreso promedio para una familia era de $41.250. El ingreso per cápita para la localidad era de $17.790. En 2000 los hombres tenían un ingreso per cápita de $30.833 contra $19.167 para las mujeres. Alrededor del 3.50% de la población estaba bajo el umbral de pobreza nacional.